# True Killers (American Horror Story)
«True Killers» —en español: «Verdaderos asesinos»— es el cuarto episodio de la novena temporada de la serie de televisión de antología American Horror Story. Se emitió el 9 de octubre de 2019, en FX. El episodio de 42 minutos, fue escrito por Jay Beattie, y dirigido por Jennifer Lynch.

## Argumento
A través de flashbacks, se revela que Montana y Richard Ramírez se hicieron amantes después de reunirse en la clase de aeróbicos de Montana. En ese momento ella convence a Ramírez para asesinar a Brooke como venganza por la muerte de su hermano Sam en la boda de Brooke. En el presente, Xavier busca ayuda de Bertie, la cocinera del campamento, pero Benjamin Richter los descubre. Richter encierra a Xavier en el horno y lo enciende, aunque una Bertie herida de muerte lo salva. Ahora gravemente quemado, Xavier mata a Bertie luego de que ella se lo pidiera. Brooke, mientras tanto, cae en una trampa puesta por Donna. Ramírez rastrea a Brooke después de ser avisado por Montana, pero Richter aparece. Ramírez y Richter pelean, con Brooke escapando durante el caos y Ramírez es aparentemente asesinado. Richter visita a Margaret, quien revela que ella fue la verdadera asesina en 1970 después de la intimidación a manos de los otros campistas. Richter, acusado de los asesinatos, fue posteriormente sometido a terribles tratamientos durante su tiempo en el asilo. Margaret le dispara a Richter, Trevor llega después de escuchar los disparos y Margaret lo mata. Xavier, después de encontrarse con un Richter herido y aparentemente misericordioso, es encontrado por Brooke. Se encuentran con Chet, Montana y Margaret, quien miente diciendo que Richter mató a Trevor. En otra parte, Donna es testigo de que Ramírez es revivido por una fuerza sobrenatural.

## Elenco

### Principal
- Emma Roberts como Brooke Thompson[2]
- Billie Lourd coomo Montana Duke[2]
- Leslie Grossman como Margaret Booth[2]
- Cody Fern como Xavier Plympton[2]
- Matthew Morrison como Trevor Kirchner[2]
- Gus Kenworthy como Chet Clancy[2]
- John Carroll Lynch como Sr. Jingles[2]
- Angelica Ross como Rita / Donna Chambers[2]
- Zach Villa como Richard Ramirez[2]

### Invitados
- Orla Brady como Dra. Karen Hopple
- Tara Karsian como Chef Bertie
- John DeLuca como Rod
- Emma Meisel como Midge
- Kat Solko como Helen
- Connor Donnally como Eddie
- Spencer Neville como Joey Cavanaugh
- Zack Tinker como Sam Duke

## Recepción
«True Killers» fue visto por 1.29 millones de personas durante su emisión original y obtuvo una cuota de 0.6 en rating entre adultos de 18 a 49 años.
El episodio fue aclamado por la crítica. En Rotten Tomatoes, el episodio tiene un índice de aprobación del 94% basado en 16 críticas con una calificación de 7.08/10. El consenso crítico del sitio dice: «Con un giro aún más profundo, True Killers añade elementos sobrenaturales que mantienen el impulso alto en esta sensacional temporada».
Ron Hogan de Den of Geek le dio al episodio un 4/5, diciendo, «American Horror Story es sobre la gratificación inmediata e intensa. «True Killers» continúa con esa tradición, pasando por muchas vueltas y revueltas. Este es un episodio salpicado de sangre, quemado, apuñalado, disparado, acuchillado y destrozado que desentrañó los secretos del Campamento Reedwood». Y añadió: «Esta no es una serie que se incline hacia la sutileza, y muchos de los giros de este episodio se prefiguran de forma muy efectiva a lo largo de la carrera hasta ahora. Que AHS ni siquiera está tratando de extender la trama sugiere que están de acuerdo con quemar la increíblemente larga noche de la matanza y que tienen algo en sus bolsillos para la segunda mitad de la temporada». También elogió el guion, comentando que «el guion de Jay Beattie hace un trabajo sólido al salpicar las bromas graciosas y mantener las líneas de la risa sin sacrificar nada de lo que da miedo», y la dirección, notando que «la directora Jennifer Lynch [...] parece tener un talento particular para las imágenes espeluznantes, y aprovechar al máximo sus sustos».
Kat Rosenfield de Entertainment Weekly le puso una B+ al episodio. Ella elogió a la Chef Bertie de Tara Karsian en este episodio, y comparó la escena en la que Xavier está atrapado en el horno con la escena de auto-inmolación del Doctor Thredson en Asylum. También disfrutó de los diferentes giros y revelaciones del episodio, especialmente el que trata sobre la verdadera naturaleza de Margaret. Comparó el enfrentamiento entre el Acosador Nocturno y Jingles con Freddy vs. Jason, comentando que era «mucho más lamentable». Finalmente, Rosenfield hizo algunos comentarios positivos sobre el suspenso del episodio, diciendo «¡esto es American Horror Story; incluso cuando los cuerpos caen al suelo, rara vez se quedan allí!».
Andrea Reiher de Variety le dio una crítica positiva, ella comparó al episodio con «una buena película slasher de campamento». Ella comentó que «También fue un poco discordante que el programa pareciera quemar tanto argumento (¡y tantos personajes!) al final del episodio 4. Si esta temporada dura 10 episodios ¿Cómo serán los 6 restantes?».

## Lanzamiento

### Marketing
El 2 de octubre de 2019 se lanzó el tráiler oficial de «True Killers».

### Distribución
En Latinoamérica se emitió el 10 de octubre de 2019 en FX. En España se emitió el 12 de octubre de 2019 en FOX.